# Маслюковые

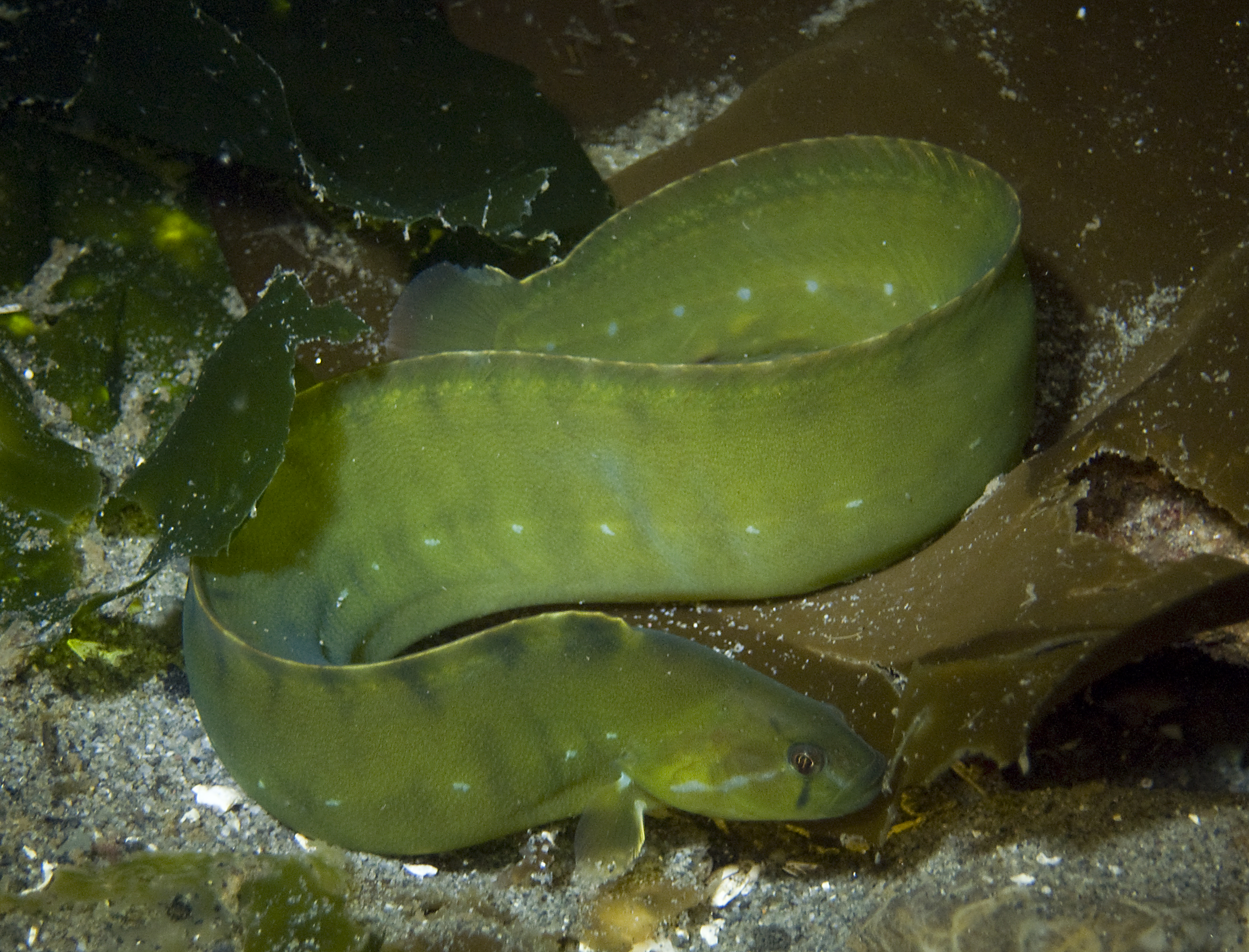
Apodichthys flavidus

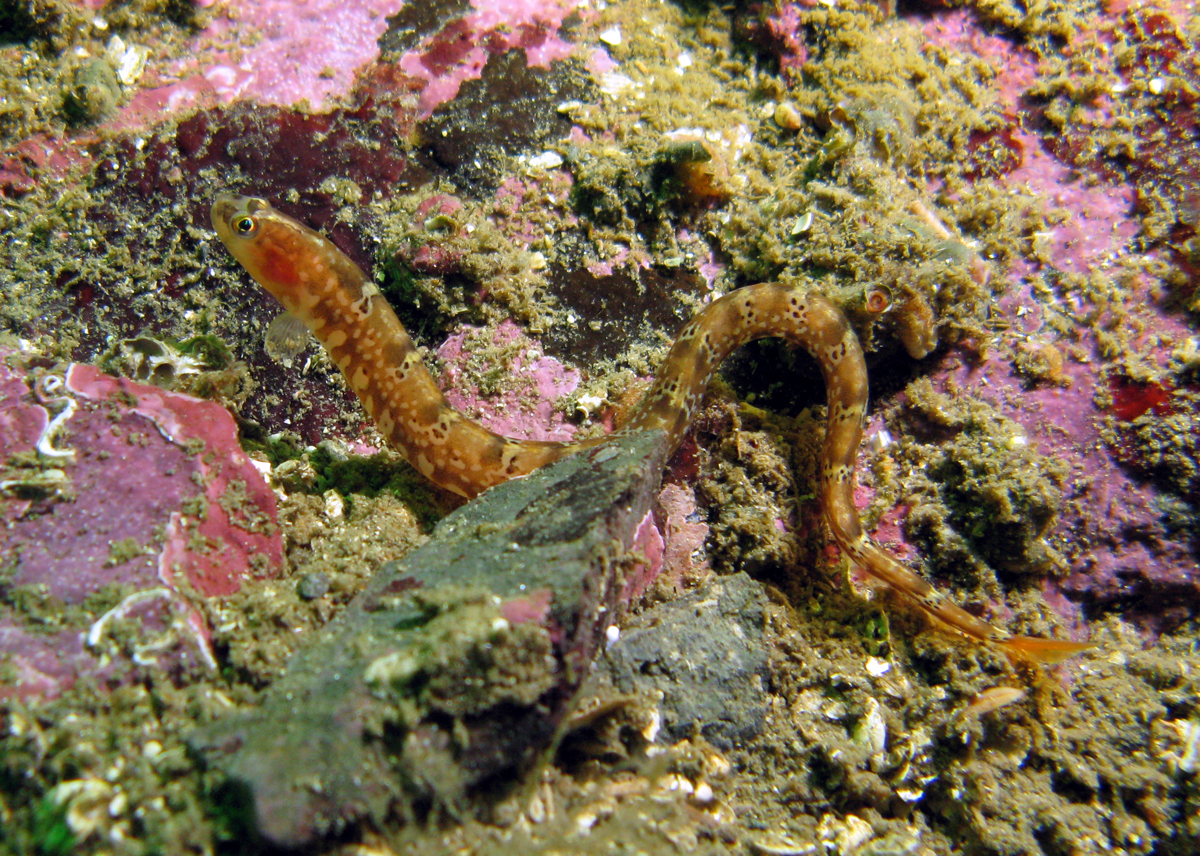
Apodichthys flavidus

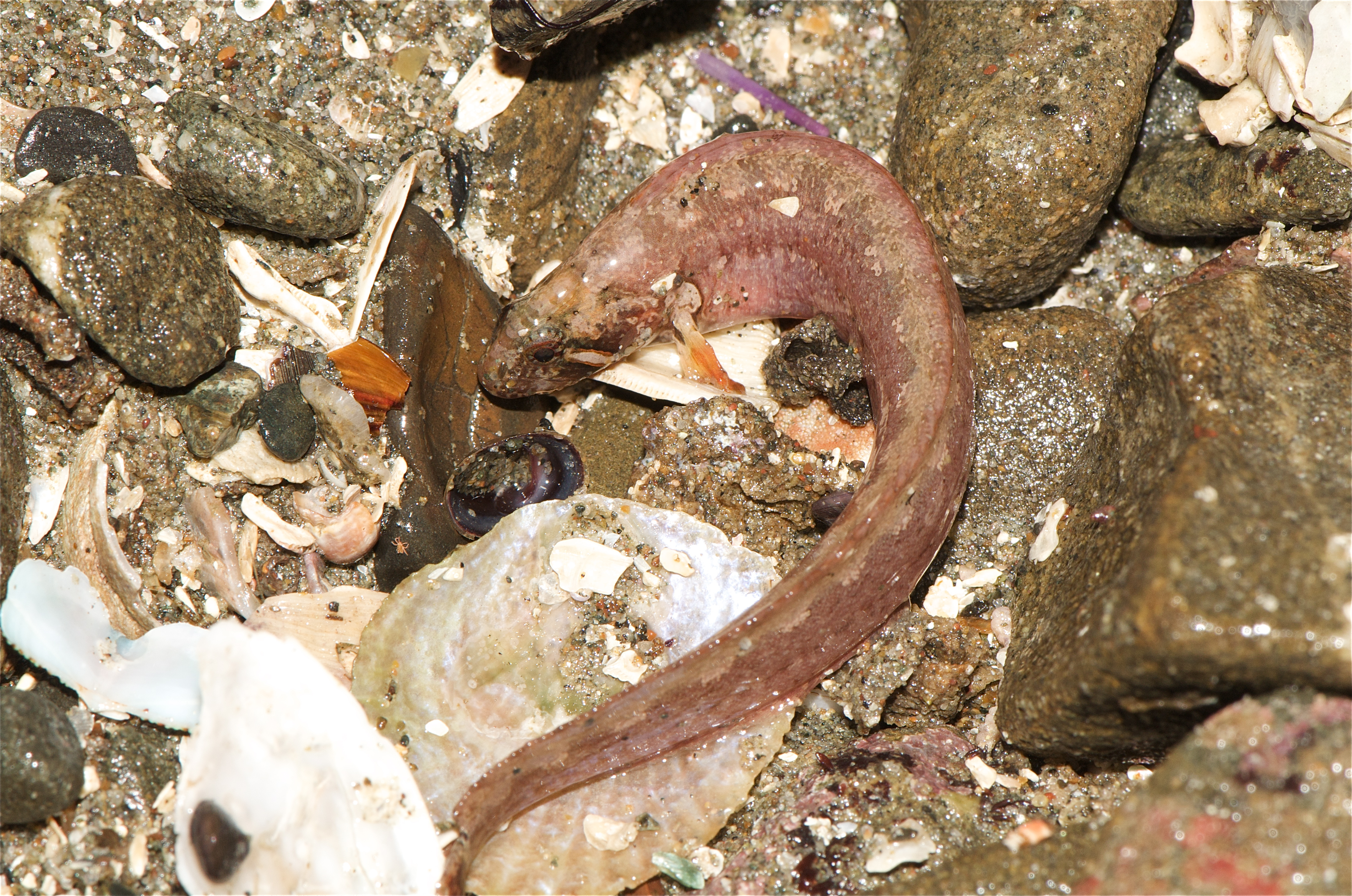
Pholis ornata

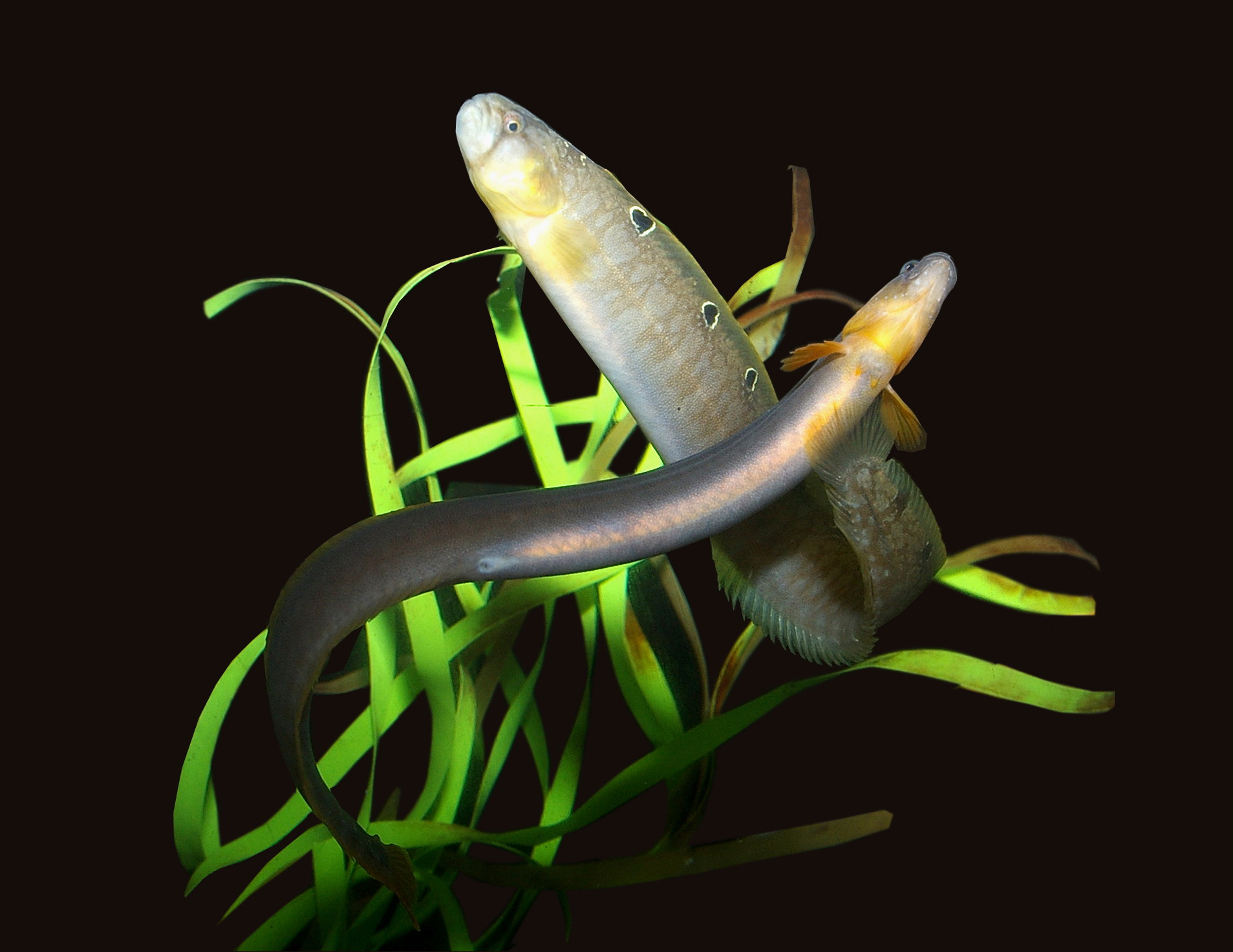
Pholis gunnellus

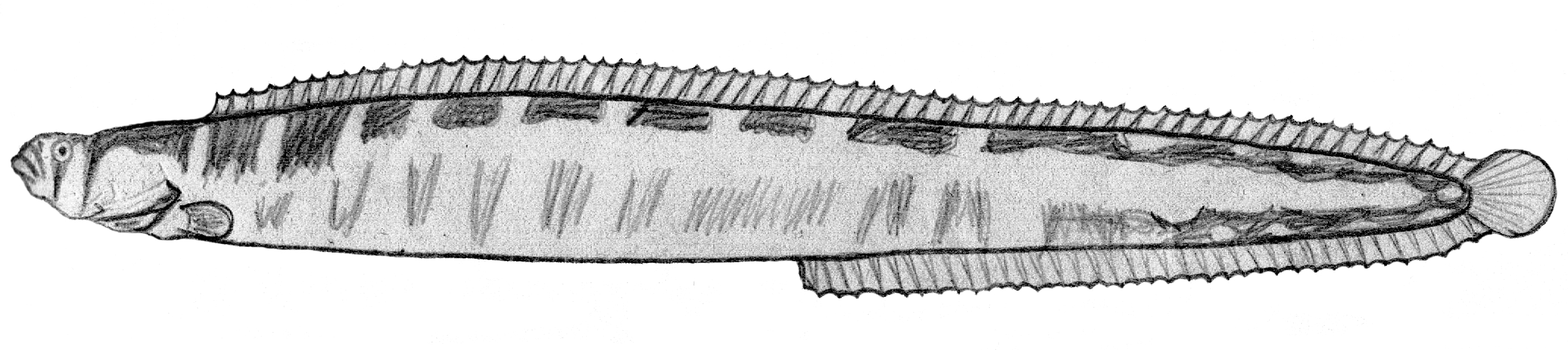
Pholis picta

Маслюко́вые (лат. Pholidae) — семейство морских лучепёрых рыб из отряда скорпенообразных. Встречаются в северных частях Атлантического и Тихого океанов.

## Описание
Небольшие рыбы с удлинённым и сильно сжатым с боков телом, покрытым мелкой чешуёй. Имеют весьма разнообразную и варьирующую окраску тела. Боковая линия развита частично (иногда отсутствует) и на теле представлена только срединной ветвью, состоящей из открыто сидящих сейсмосенсорных почек. Спинной плавник длинный (75—100 колючих лучей), голова маленькая без кожистых придатков и гребней, рот косой, грудные и брюшные плавники слаборазвитые; у части видов, например у безногих маслюков, брюшные плавники отсутствуют. Литоральные рыбы, обитают в прибрежном мелководье. Число позвонков: 80—107. Рёбра отсутствуют.

## Систематика
В состав семейства включают 4 рода с 15 видами.
- Подсемейство Apodichthyinae
  - Род Apodichthys Girard, 1854 — Безногие маслюки
    - Apodichthys flavidus Girard, 1854
    - Apodichthys fucorum Jordan & Gilbert, 1880

  - Род Ulvicola Gilbert & Starks, 1897 — Ульвиколы
    - Ulvicola sanctaerosae (Gilbert & Starks, 1897)

  - Род Rhodymenichthys Jordan & Evermann, 1896
    - Rhodymenichthys dolichogaster (Pallas, 1814) — Длиннобрюхий маслюк
- Подсемейство Pholinae
  - Род Pholis Scopoli, 1777
    - Pholis clemensi Rosenblatt, 1964
    - Pholis crassispina (Temminck & Schlegel, 1845) — Толстошипый маслюк
    - Pholis fangi (Wang & Wang, 1935)
    - Pholis fasciata (Bloch & Schneider, 1801) — Полосатый маслюк
    - Pholis gunnellus (Linnaeus, 1758) — Обыкновенный маслюк
    - Pholis laeta (Cope, 1873)
    - Pholis nea Peden & Hughes, 1984
    - Pholis nebulosa (Temminck & Schlegel, 1845) — Чешуеголовый маслюк
    - Pholis ornata (Girard, 1854)
    - Pholis picta (Kner, 1868) — Расписной маслюк
    - Pholis schultzi Schultz, 1931